# Baukeramik (Altägypten)

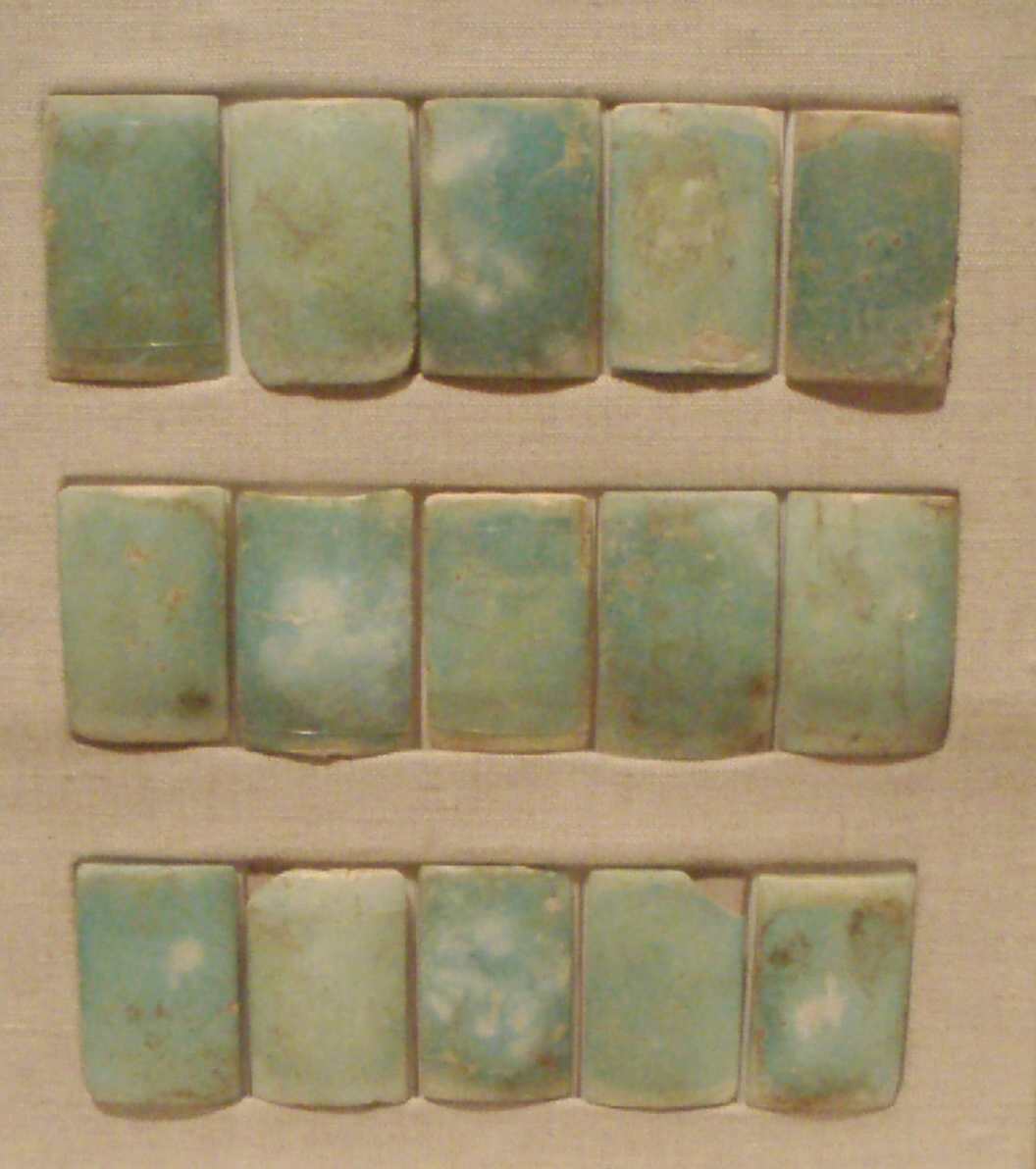
Fayence-Kacheln aus der Djoser-Pyramide.

Bei altägyptischer Baukeramik handelt es sich um kostbaren Bauschmuck aus blau-grüner und bunter Fayence, die von monochromen Fliesen bis figürlichen Motiven reicht. Bereits in den Königsgräbern der 1. Dynastie von Abydos gab es grüne Fliesen, die einen Mattenbehang nachbildeten. Am bekanntesten sind die Fayence-Kacheln aus den „Blauen Kammern“ der Djoser-Pyramide, die einen Jenseitspalast aus Schilfmatten darstellen sollten und ein kompliziertes Befestigungssystem besaßen.
In Tempeln und Palästen des Neuen Reiches gab es an Türrahmen, Säulen, Hohlkehlen und Thronpodesten bunte Einlagen in Holz und Stein in Zellentechnik. Beispiele dafür finden sich in Amarna, Malqata, Medinet Habu, im Palast von Merenptah, in Pi-Ramesse und in Tell el-Jahudija. In Tempeln des Neuen Reiches gab es gelegentlich auch eingelegte Rechteckmuster innerhalb des Sockelstreifens.